# Tit Acci
Tit Acci (en llatí Titus Accius) va ser un jurista romà de la classe dels equites. Va viure al segle i aC.
Era natiu de Pisaurum a l'Úmbria. L'any 66 aC. es va presentar com a fiscal al judici per assassinat d'Aule Cluenci Habit, acusat de matar a Estaci Albi Opiànic amb verí. Ciceró va ser únic defensor de Cluenci, i va compondre el seu famós discurs Pro Cluentio per a l'ocasió.
Acci va ser alumne d'Hermàgores de Temnos, i és elogiat per Ciceró per la seva precisió i fluïdesa.